# Johann Weitzer
Johann Weitzer (Friedberg, 18 agosto 1832 – Graz, 2 ottobre 1902) è stato un imprenditore austriaco, fondatore della Wagen und Waggonfabrik, Eisen- und Metallgießerei Johann Weitzer. La tomba di Weitzer rimane al St.-Peter-Friedhof di Graz.

## Biografia

### Graz
A Graz fonda nel 1854 una officina da fabbro. Vennero fabbricati veicoli ferroviari per la costruzione del canale di Suez. La società successivamente divenne la „Wagen und Waggonfabrik, Eisen- und Metallgießerei Johann Weitzer“ che nel 1861 si spostò in prossimità della stazione ferroviaria. La produzione passava da veicoli ferroviari a armi. Nel 1872 la società diventa Grazer Waggon- & Maschinen-Fabriks-Aktiengesellschaft vorm. Joh. Weitzer. Dopo diverse fusioni la Grazer Werk entra nel tempo a far parte della odierna Siemens Transportation Systems.

### Arad
Nel 1891 Weitzer fonda nelle terre della Corona di Santo Stefano, una società azionaria. La Weitzer János Gép,- Waggongyár és Vasöntöde Részvénytársaság in Arad ove dopo la morte di Weitzer avviene lo sviluppo della produzione di automotrici europee tipo Weitzer-De Dion-Bouton. Dopo la prima guerra mondiale Arad diventa territorio di Romania e la società di Weitzer cambia in Astra (Asociație Transilvana). Dopo la caduta del regime comunista diventerà SC Astra Vagoane Călători SA.